# Naturalizm (literatura)

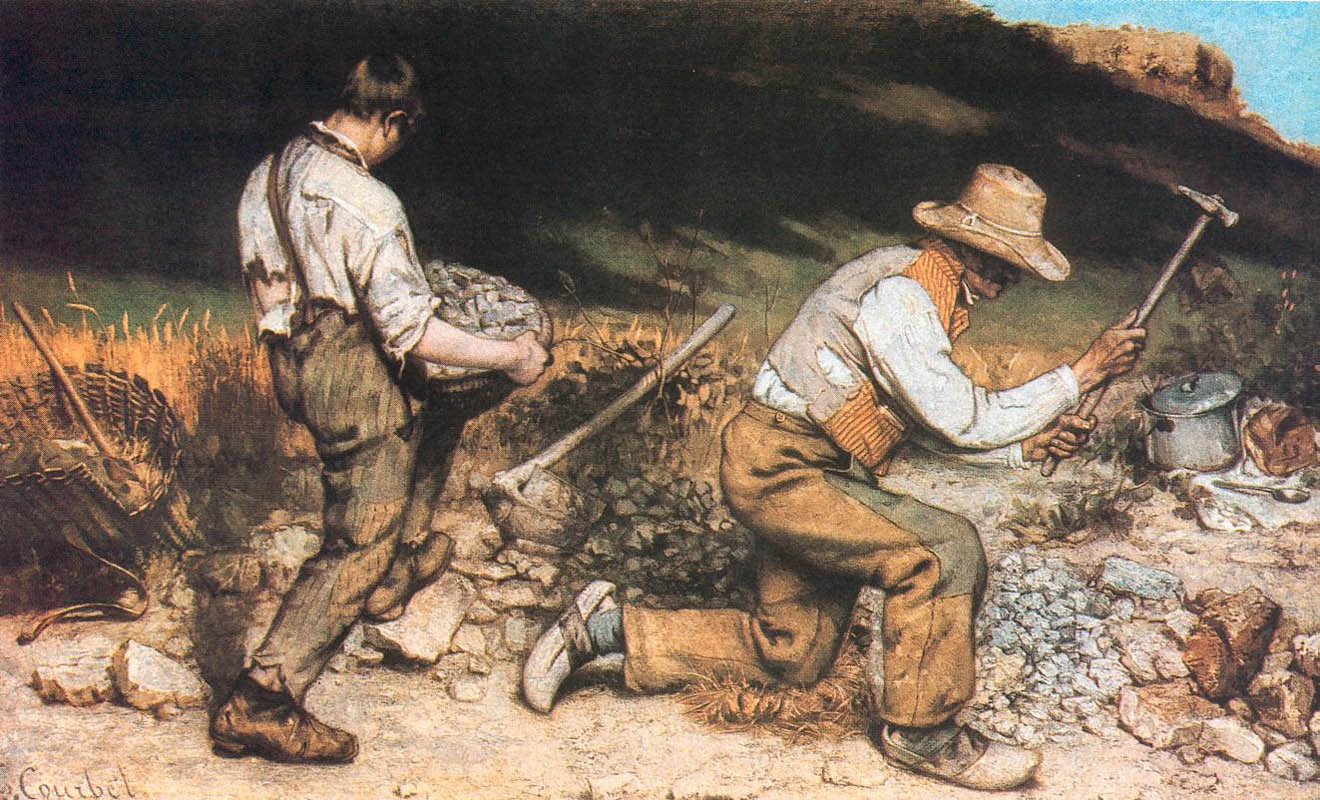
Kamieniarze Gustave'a Courbeta (1849). Naturalizm wprowadził do literatury nowych bohaterów: ludzi z nizin społecznych i proletariatu.

Naturalizm – prąd literacki, który powstał we Francji w XIX wieku i rozprzestrzenił się na inne kraje Europy, pojawił się także w Stanach Zjednoczonych. Powieści naturalistyczne nosiły znamiona dokumentalizmu (o estetyce skrajnie mimetycznej) – były fotograficznym opisem rzeczywistości. Fikcja literacka została ograniczona na rzecz przekazania problematyki społecznej. Wprowadzono także nowe typy bohaterów – ludzi pochodzących z najniższych warstw społecznych (miejska biedota, chłopstwo), a nawet z marginesu. Tematem utworów stały się zaś sprawy związane z ich codzienną egzystencją. Akcentowano niesprawiedliwość społeczną i powszechny wyzysk.
Naturaliści stworzyli także nowatorski sposób ekspresji. Często stosowali bardzo brutalne obrazowanie oraz elementy turpizmu. Wprowadzili autentyzm językowy do wypowiedzi bohaterów (gwarę, drastyczne słownictwo).

## Narodziny naturalizmu

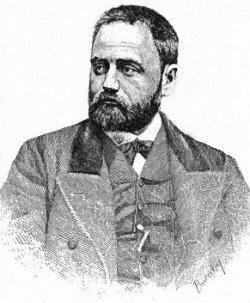
Emile Zola – twórca naturalizmu

Za prekursorów prądu można uznać Gustawa Flauberta, braci Jules'a i Edmonda Goncourtów. Jednak najważniejszym propagatorem i teoretykiem naturalizmu był bez wątpienia Emil Zola. Program kierunku zawarł on w przedmowie do powieści Teresa Raquin (1867) oraz w studium Powieść eksperymentalna (1880), a metodę naturalistyczną zastosował w swoim 21-tomowym dziele Rougon-Macquartowie. Historia naturalna i społeczna rodziny za Drugiego Cesarstwa (1869–1893), trylogii Trzy miasta oraz w napisanym wspólnie z grupą młodych naturalistów tomie opowiadań Wieczory medańskie.
Za zasadnicze zadanie literatury Zola uznał poznanie człowieka i otaczającej go rzeczywistości socjologicznej i biologicznej. To poznanie miałoby się odbyć poprzez obserwację i eksperymentalne prowokowanie procesów zachodzących w rzeczywistości, później ich opis i zamieszczenie wyników w dziele literackim. Aby wykonać to zadanie, należało przyjąć określony punkt wyjścia, zgodnie z którym świat ludzki jest zdeterminowany czynnikami biologicznymi, ekonomicznymi i społecznymi, a także dziedzictwem minionych epok. Zola uznawał świat za poznawalny i wyjaśnialny; wierzył w postęp dokonujący się przez sam fakt upływu czasu. Pisarz najwyżej cenił naukę; poprzez zatarcie różnic dzielących naukę i literaturę chciał tej ostatniej nadać większą wartość.
Przejęty kultem nauki próbował korzystać z jej osiągnięć w swojej twórczości, co poskutkowało m.in. zmianą koncepcji pisarza: z roli dotychczasowego wybrańca sił wyższych, geniusza i proroka do roli tłumacza i komentatora prac uczonego. Jedną z konsekwencji takiego pojmowania zadań twórcy był postulat uwolnienia go od obowiązku wychowywania społeczeństwa.

## Naturalistyczna koncepcja życia
Wspólne dla naturalistów jest wprowadzenie nowych bohaterów: przedstawicieli nizin społecznych, proletariatu, ludzi marginesu społecznego, drobnomieszczaństwa i chłopów. Postacie te były zdeterminowane przez dziedziczność i wpływ otoczenia, stąd zainteresowanie dziejami rodziny i śledzeniem historii poszczególnych jej członków w poszukiwaniu praw rządzących rozwojem społeczeństw. Stąd też wynikło zainteresowanie biologicznym i socjologicznym środowiskiem determinującym rozwój człowieka. Tło, traktowane do tej pory jako dekoracja dla dziejących się zdarzeń, zostało poddane szczegółowym badaniom, zmieniając swój dotychczasowy charakter.
W zasadach, rządzących życiem człowieka, naturaliści dostrzegali prawa natury, a w jego zachowaniach – podobieństwo do zwierząt. W swych utworach pokazywali jednostki ludzkie, kierujące się instynktami, obdarte z jakichkolwiek wyższych pobudek. Zafascynowani byli darwinizmem oraz koncepcją walki o byt.
Podstawowym konfliktem w większości powieści naturalistycznych jest walka o przetrwanie: własne i potomstwa. Miłość została potraktowana jako głos natury, której nakazem jest płodność i reprodukcja gatunku; zaspokojenie popędów seksualnych jest drugą, obok walki o byt, charakterystyczną cechą naturalizmu. Walczą między sobą nie tylko ludzie, ale także dzieła ludzkich rąk, np. większa kopalnia, by istnieć, musi „pożreć” mniejszą (Germinal Zoli).
Zdobyczą powieści naturalistycznej było zainteresowanie człowiekiem, jako wytworem przeszłości oraz współczesnych przemian. Nowością było zlekceważenie przemyślnie skonstruowanej fabuły (Zola jest tutaj wyjątkiem), dekompozycja ciągów fabularnych – ich rozkład na szereg luźnych scen, wprowadzenie opisu jako ważnego i funkcjonalnego elementu powieści, pozwalającego poznać i zrozumieć psychikę bohaterów i ich losów.

## Naturalizm w Polsce

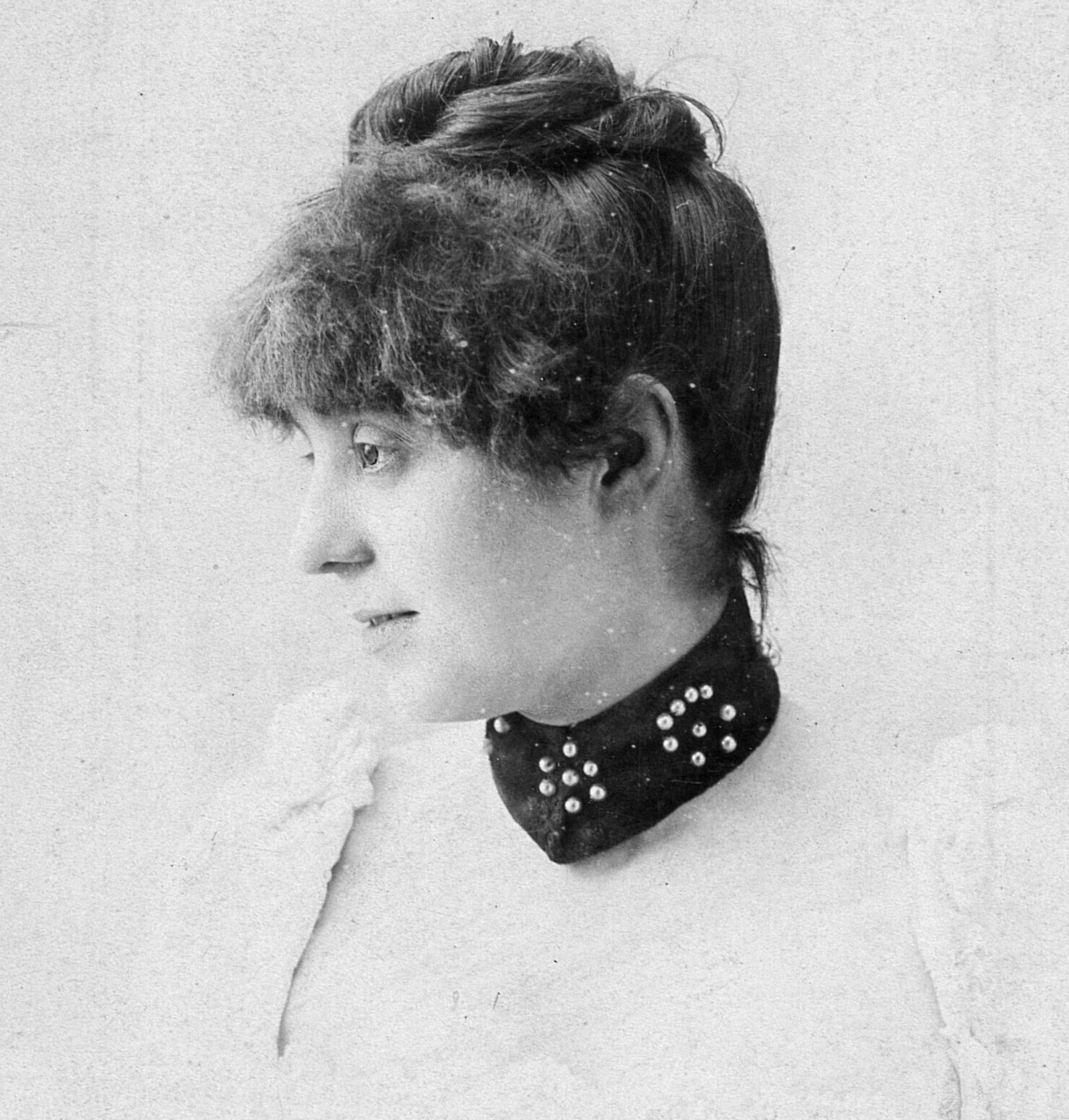
Gabriela Zapolska – „polski Zola”

Naturalizm docierał do Polski głównie za pośrednictwem rosyjskim – materiały służące przybliżeniu twórczości literackiej i teoretycznej Zoli czerpała prasa polska z petersburskiego tygodnika „Wiestnik Jewropy”, w którym ukazywało się wiele pism twórcy naturalizmu. Było to źródło stosunkowo bogate – Zola chętnie publikował w piśmie rosyjskim – dowodzi tego fakt, że urywki Nany ukazały się w nim wcześniej niż w jakimkolwiek piśmie francuskim. O nowym kierunku w sztuce informował przede wszystkim „Przegląd Tygodniowy”. Wprawdzie teksty teoretyczne Zoli ukazywały się głównie w postaci urywków artykułów i przytoczeń, ale znajomość języka francuskiego była ówcześnie na tyle powszechna, że brak całościowych przekładów nie stanowił przeszkody w zapoznawaniu się z tekstami pisanymi w tym języku. Dużą rolę w obudzeniu zainteresowania nowym kierunkiem literackim odegrał ponadto cykl Antoniego Sygietyńskiego pod tytułem Współczesna powieść we Francji poświęcony wnikliwej analizie pisarstwa Zoli, Flauberta i braci Goncourt, wydobywający zarówno ich osiągnięcia, jak i pomyłki.
Czytająca publiczność była więc stosunkowo dobrze poinformowana o zaistnieniu nowej tendencji w sztuce, a naturalizm mógł stać się przedmiotem żywego zainteresowania. Nie budził on jednak bezkrytycznego zachwytu – pojawiały się wątpliwości, nie brakowało sporów i głosów niechętnych wobec takiej postaci realizmu. Wynikało to częściowo z ówczesnej sytuacji Polski – szansę dla kraju widziano w industrializacji, stąd brutalne naturalistyczne obrazy uprzemysłowionych miast nie mogły liczyć na entuzjastyczny odbiór wśród polskich odbiorców. Inną przyczyną, wielokrotnie wysuwaną w ówczesnych dyskusjach, była skrajność w opisywaniu człowieka fizjologicznego oraz społecznego życia; często nadawano naturalizmowi miano pornografii.
Pomimo jednak tych zarzutów naturalizm znalazł swoich polskich naśladowców – bardziej znaczący polscy pisarze włączają elementy tego kierunku do swoich powieści (np. Bolesław Prus, Eliza Orzeszkowa), natomiast wśród innych znajdzie się wielu autorów tworzących utwory programowo naturalistyczne. Będzie to np. Adolf Dygasiński, Antoni Sygietyński czy Gabriela Zapolska. Zwłaszcza do tej ostatniej przylgnie miano naturalistki (czasem po prostu kwalifikujące, innym znów razem w funkcji deprecjonującej), a nawet uzyska ona miano „polskiego Zoli”. Sam tytuł jej zbioru nowel – Menażeria ludzka – nawiązuje do Zolowskiej koncepcji człowieka-zwierzęcia oraz do tytułu jego powieści Bestia ludzka, opublikowanej w 1890 roku, czyli na trzy lata przed ukazaniem się zbiorku Zapolskiej. Kategoria „La bête humaine”, człowieka jako elementu przyrody, podległego jej prawom, była niezwykle istotna dla naturalistycznego światopoglądu.
W pewnym stopniu naturalizmem inspirowali się także: Władysław Reymont, Władysław Orkan i Wacław Sieroszewski.
Prus doceniał poruszaną przez naturalizm tematykę, ukazywanie przemilczanych prawd oraz przemawianie językiem wulgarnym, który dotąd nie istniał w powieści. Jednak, według niego, ekstremizm w ukazywaniu zła i zepsucia przekłamuje rzeczywistość. Z kolei Sienkiewicz w swoim artykule O naturalizmie w powieści dwa odczyty twierdzi, że naturaliści nie są pesymistami, pragną tylko ukazać wszystkie grzechy człowieka. Chcą pisać prawdę, ale w tej prawdzie nie ma piękna i odpoczynku dla umysłu, a ukazując brudy uwypukla się tylko prawdy jednostronne, co odejmuje piękna literaturze. Jedynym novum naturalizmu jest fizjologizm i akcentowanie dziedziczności cech. Podkreślał, że dla Polaków powieści naturalistyczne nie są odpowiednie, bo oni potrzebują zdrowia i pokrzepienia, a nie „zgnilizny” i silnych wrażeń.